# Runensteine von Nylarsker
Die auf 1075–1125 n. Chr. datierbaren Runensteine von Nylarsker (Kat.-Nr. BH33 und 34) befinden sich in der Nylars Kirke auf der dänischen Insel Bornholm. Sie wurden bereits 1643 von Ole Worm (1588–1654) erwähnt und berichten von Todesfällen auf See. Auf der Insel sind 68 Runensteine registriert.

## Nylarsker 1
Der 2,6 m hohe und 1,18 m breite Runenstein aus weißgrauem Sandstein wurde im Boden vom Karnhaus der Kirche gefunden. Er trägt die Inschrift: „Sasser ließ diesen Stein errichten nach seinem Vater Alvard (Halvard) er ertrank draußen mit der ganzen Besatzung. Christ helfe seiner Seele in aller Ewigkeit. Dieser Stein soll als Gedenkstein stehen“. Der Stein ist mit einem Kreuz, das von einem Schlangenband umgeben ist, verziert. Kopf und Schwanz der Schlange sind mittels irischem Koppel mit dem Kreuz verbunden.

## Nylarsker 2
Der Runenstein besteht aus weißgrauem Sandstein mit geschwärzten Oberflächen, so dass nur die Runen in der Farbe des Steines erscheinen. Die Höhe des beschädigten Steines beträgt 186 cm, seine Breite etwa 146 cm. Die in einem Schlangenband angebrachte Inschrift lautet: „Kåbe(?)-Sven errichtete diesen Stein nach seinem Sohn Bøse, ein (wohlgeborener)“Junge„, der im Kampf bei Utlängan (Insel) getötet wurde. Gott der Herr und Sankt Mikkel helfe seinem Geist“. Oben befindet sich ein Komturkreuz mit eingezeichneter Swastika.
Die Runensteine wurden 1865 in die Vorhalle der Kirche gebracht, wo sie noch heute stehen. Wimmer vertrat die Theorie, dass Kåbe Sven, der Errichter des Steines, ein Nachkomme des Jomswikingers Sigurd Kåbe sei, der laut einer Sage über die Jomswikinger nach der Schlacht bei Hjørungavåg (dänisch Slaget vid Hjørungavåg – etwa 986) nach Bornholm zog, um den Besitz seiner Väter zu übernehmen.